# Конфлікт всередині каналу розподілу
Конфлікт всередині каналу розподілу — суперечності, що виникають між учасниками каналу з приводу цілей і функцій кожного учасника, а також коли учасники визначають, хто що має робити і за яку винагороду.
Взаємовідносини між підприємствами, що виконують різні ролі, можуть призводити до різного ступеня співробітництва, конфліктів і конкуренції.
Зрозумілим є бажання виробників та інших продавців, учасників каналу збуту, отримати оплату за товар якомога раніше, а покупців, який би тип посередника вони не представляли, — не оплачувати товар до його фактичного продажу. Конфлікти з цього приводу між учасниками каналів збуту загострюються в умовах нестабільної економічної ситуації.
Конфлікти можуть виникнути як всередині одного каналу розподілу, так і між представниками різних рівнів одного каналу. Наприклад, деякі власники привілеїв фірми незадоволені тим, що деякі їхні партнери не дотримуються рецептури і погано обслуговують відвідувачів, завдаючи цим шкоди репутації товарної марки. Лідер каналу має розробити чіткі правила поведінки, дотримання яких для учасників маркетингової системи є обов'язковим, і вжити заходів щодо найшвидшого розв'язання конфлікту.
Конфлікти у ВМС можуть виникати також між представниками різних рівнів одного каналу. Так, у кінці 70-х років виник конфлікт між "General Motors" та її дилерами через те, що корпорація зробила спробу в примусовому порядку добитися виконання своїх установок щодо технічного обслуговування, ціноутворення і реклами. Слід зазначити, що деякі конфлікти у ВМС неминучі і певною мірою сприяють зміцненню системи управління. У принципі лідер каналу має розробити такі глобальні цілі розвитку, які кожний з учасників міг би підтримати. Вони повинні містити, зокрема, мінімізацію витрат при просуванні товару всередині ВМС, удосконалення інформаційних потоків, що проходять через канал, форми адаптації до потреб споживачів.